# Зангиева, Светлана Маратовна
Светлана Маратовна Зангиева (3 сентября 1987) — российская футболистка, полузащитница. Мастер спорта России (2011).

## Биография
Воспитанница северо-осетинского футбола. Выступала за молодёжную сборную России, бронзовый призёр чемпионата Европы среди девушек до 19 лет 2004 и 2006 годов.
На взрослом уровне в начале карьеры выступала за клубы высшего дивизиона России «Энергетик-КМВ» (Кисловодск), «Лада» (Тольятти) и «Надежда» (Ногинск). В 2009 году в составе клуба «Рязань-ВДВ» забила 5 голов в 11 матчах, а следующий сезон провела в пермском клубе «Звезда-2005». В 2011—2012 годах выступала за московское «Измайлово», забила гол в своём дебютном матче против «Рязани-ВДВ», однако позднее результат матча был аннулирован. В конце карьеры играла за клубы-аутсайдеры высшей лиги «Дончанка» (Азов) и «Мордовочка» (Саранск).